# Lieudieu
Lieudieu é uma comuna francesa na região administrativa de Auvérnia-Ródano-Alpes, no departamento de Isère. Estende-se por uma área de 5,94 km². Em 2010 a comuna tinha 352 habitantes (densidade: 59,3 hab./km²).